# Élections du Conseil d'État de Ceylan de 1931
Les élections du Conseil d'État de Ceylan de 1931 ont eu lieu au Ceylan britannique, en 1924.

## Contexte historique
En 1931, la Constitution Donoughmore remplaça le Conseil législatif de Ceylan par le Conseil d'État de Ceylan en tant que pouvoir législatif du Ceylan britannique. Le Conseil d'État devait être composé de 58 membres, dont 50 seraient élus au suffrage universel et les 8 autres membres nommés par le gouverneur du Ceylan britannique.
L'ancien Conseil législatif a été dissous le 17 avril 1931 et les candidatures ont eu lieu le 4 mai 1931. Le Jaffna Youth Congress, une organisation qui a fait campagne pour l'indépendance de Ceylan, a appelé au boycott des élections puisque la Constitution Donoughmore n'a pas accordé le statut de dominion à Ceylan. En conséquence, aucune candidature n'a été reçue dans quatre circonscriptions du nord du pays (Jaffna, Kankesanthurai, Kayts et Point Pedro). De plus, dans neuf circonscriptions, il n'y avait qu'un seul candidat : par conséquent, ces candidats étaient élus sans élections. 
Les élections dans les 37 circonscriptions restantes ont eu lieu entre le 13 et le 20 juin 1931. En 1934, des élections partielles ont eu lieu pour les quatre sièges vacants dans le nord

## Élections
Liste incomplète
| Nom                       | Nommé/ Élu | Circonscription        | Votes | Majorité | Membre de | Membre jusqu'à | Remarques                                                    | Refs              |
| ------------------------- | ---------- | ---------------------- | ----- | -------- | --------- | -------------- | ------------------------------------------------------------ | ----------------- |
| H. W. Amarasuriya         | Élu        | Udugama                |       |          | 1931      |                |                                                              | [ 2 ]             |
| S. W. R. D. Bandaranaike  | Élu        | Veyangoda              | -     | -        | 1931      |                |                                                              | [ 3 ]             |
| Charles Batuwantudawe     |            |                        |       |          | 1931      |                | Ministre de l'Administration                                 |                   |
| S. W. Dassenaike          | Élu        | Colombo Sud            |       |          | 1931      |                |                                                              | [ 4 ]             |
| Susantha de Fonseka       | Élu        | Panadura               |       |          | 1931      |                |                                                              |                   |
| W. A. de Silva            | Élu        | Moratuwa               |       |          | 1931      |                |                                                              | [réf. nécessaire] |
| A. Fellowes Gordon        | Élu        | Bandarawela            | 9097  |          | 1931      |                |                                                              | [ 5 ]             |
| H. R. Freeman             | Élu        | Anuradhapura           | 8311  |          | 1931      |                |                                                              | [ 5 ]             |
| A. E. Goonesinha          | Élu        | Colombo Centre         |       |          | 1931      |                |                                                              | [ 1 ]             |
| D. B. Jayatilaka          | Élu        | Kelaniya               | -     | -        | 1931      |                | Leader de la Chambre de Ceylan, Ministre de l'Intérieur      | [ 6 ]             |
| W. T. B. Karaliadda       | Élu        | Matale                 |       |          | 1931      |                |                                                              | [réf. nécessaire] |
| C. W. W. Kannangara       | Élu        | Galle                  |       |          | 1931      |                | Ministre de l'éducation                                      | [ 7 ]             |
| D. H. Kotelawala          | Élu        | Badulla                | -     | -        | 1931      |                |                                                              | [ 5 ]             |
| John Kotelawala           | Élu        | Kurunegala             |       |          | 1931      |                |                                                              | [ 8 ]             |
| Arunachalam Mahadeva      | Élu        | Jaffna                 |       |          | 1934      | 1935           |                                                              | ,                 |
| A. H. Macan Markar        | Élu        | Batticaloa Sud         |       |          | 1931      |                | Ministre de la Communication                                 | [ 11 ]            |
| Adeline Molamure          | Élu        | Ruwanwella             |       |          | 1931      |                |                                                              | [ 12 ]            |
| A. F. Molamure            | Élu        | Dedigama               |       |          | 1931      |                | Speaker (1931-34)                                            |                   |
| S. Natesan                | Élu        | Kankesanthurai         |       |          | 1934      | 1935           |                                                              | ,                 |
| F. A. Obeysekera          | Élu        | Avissawella            | 7424  |          | 1931      |                | Deputy Speaker and Chairman of Committees, Speaker (1934-35) | [ 5 ]             |
| T. B. Panabokke           |            |                        |       |          | 1931      |                | Ministre de la Santé                                         |                   |
| E. W. Perera              | Élu        | Horana                 |       |          | 1931      |                |                                                              | [ 14 ]            |
| G. G. Ponnambalam         | Élu        | Point Pedro            |       |          | 1934      | 1935           |                                                              | ,                 |
| G. C. Rambukpotha         | Élu        | Bibile                 | -     | -        | 1931      |                |                                                              | [ 5 ]             |
| M. K. Saldin              | Nommé      | Malays                 | -     | -        | 1931      |                |                                                              | [ 1 ]             |
| Naysum Saravanamuttu      | Élu        | Colombo Nord           |       |          | 1931      |                | Succeeds Ratnasothy Saravanamuttu.                           | [ 16 ]            |
| Ratnasothy Saravanamuttu  | Élu        | Colombo Nord           |       |          | 1931      | 1931           | Unseated. Succeeded by Naysum Saravanamuttu.                 | ,                 |
| Stewart Schneider         | Nommé      | Burghers               | -     | -        | 1931      |                |                                                              | [réf. nécessaire] |
| M. A. Seemanpillai        | Élu        | Mannar-Mullaitivu      |       |          | 1931      |                |                                                              | ,                 |
| Nevins Selvadurai         | Élu        | Kayts                  |       |          | 1934      | 1935           |                                                              | ,                 |
| D. S. Senanayake          | Élu        | Minuwangoda            | -     | -        | 1931      |                | Ministre de l'Agriculture                                    | [ 18 ]            |
| M. M. Subramaniam         | Élu        | Trincomalee-Batticaloa |       |          | 1931      | 1935           | Deputy Chairman of Committees                                | ,                 |
| Peri Sundaram             | Élu        | Hatton                 | -     | -        | 1931      |                | Ministre du Travail, de l'Industrie et du Commerce           | [ 20 ]            |
| S. P. Vythilingham        | Élu        | Talawakele             |       |          | 1931      |                |                                                              | [ 1 ]             |
| S. A. Wickremasinghe      | Élu        | Morawaka               |       |          | 1931      |                |                                                              | [ 12 ]            |
| V. S. de S. Wikramanayake | Élu        | Hambantota             | 15384 |          | 1931      |                |                                                              | [ 21 ]            |
| Edwin Wijeyeratne         | Élu        | Kegalle                |       |          | 1931      | 1935           |                                                              | [ 22 ]            |
| D. J. Wimalasurendra      | Élu        | Ratnapura              |       |          | 1931      |                |                                                              |                   |
| D. B. I. Xavier           | Nommé      | Tamoul indien          | -     | -        | 1931      |                |                                                              | [ 1 ]             |